# Campo de concentración de Arnao
El campo de concentración de Arnao fue uno de los campos de concentración del régimen franquista, y funcionó entre 1938 y 1943 en Arnao (Figueiras, Castropol), junto a la ría de Ribadeo.  Se estima que por este campo pasaron miles de personas, en especial mujeres y niños.

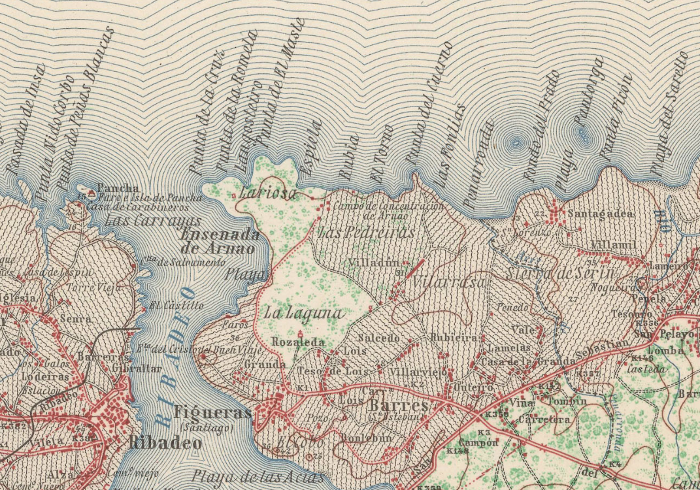
Fragmento de mapa centrado en el campo de concentración de Arnao (MTN50-0010-1944-nnn-Ribadeo).

## Historia

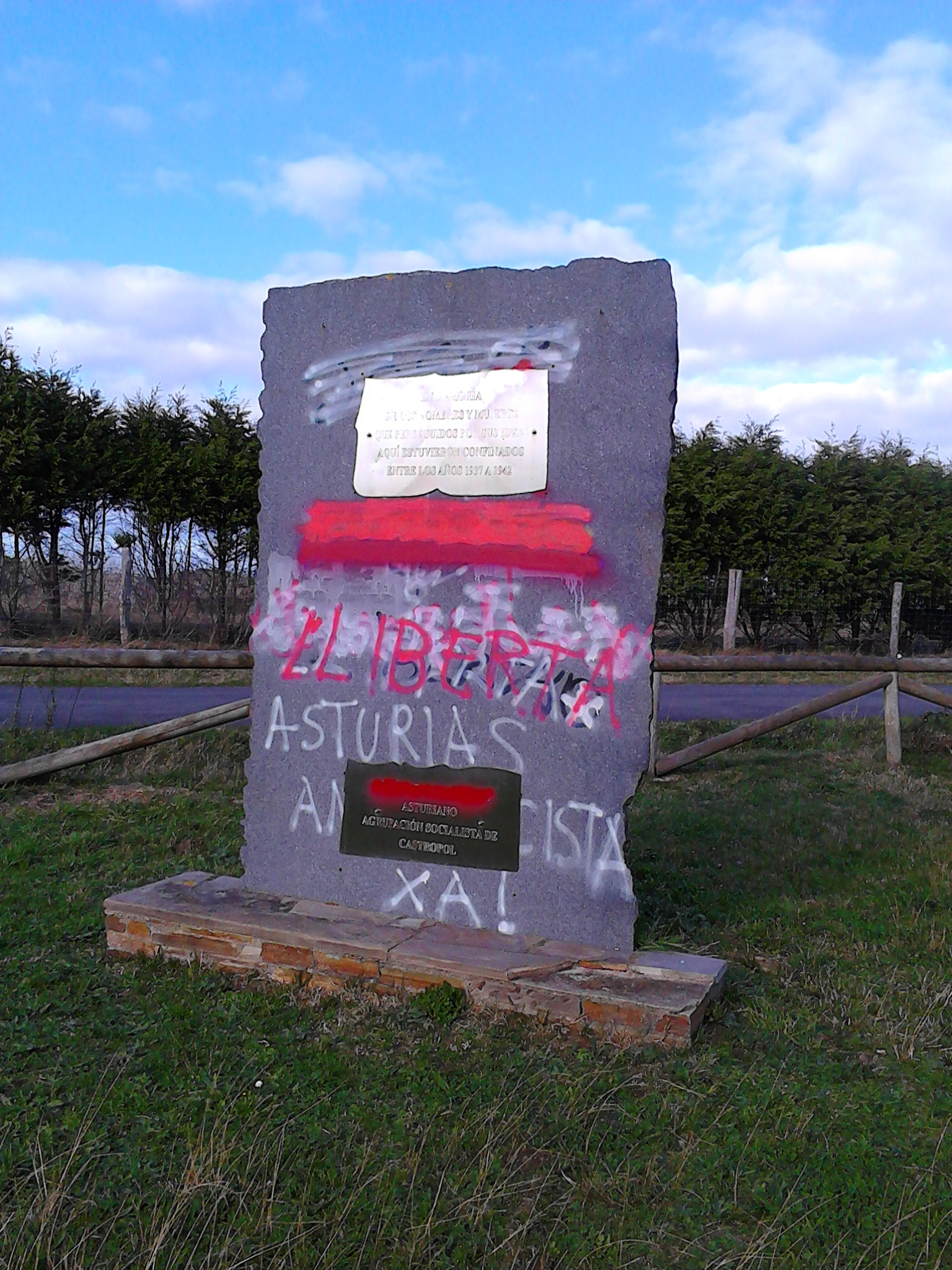
Monolito conmemorativo del campo de concentración de Arnao, erigido por los socialistas de Castropol.

Fue uno de los 296 campos de concentración españoles que más gente concentró, y funcionó desde la caída del frente en Asturias en la guerra civil española y hasta 1943 durante la represión franquista.
Era un campo de larga duración. Estaba ubicado en la playa de Arnao e inicialmente formaba parte de un complejo concentracionario junto con el campo de Ortiguera y Canero, al que enviaban los evadidos del bando republicano, y con el campo de Grado, en el que se realizaban los interrogatorios.
Tuvo dos etapas, la primera el campo estaba destinado a prisioneros de guerra y después, tras la guerra, a mujeres y niñas familiares y presuntas colaboradoras de la guerrilla antifranquista.  Las condiciones de vida era muy duras.
Tenía tres barracones y un edificio destinado a los oficiales.  El complejo se completó con una casa que era utilizada como oficina administrativa y vivienda de oficiales, un cuerpo de guardia, una fuente de agua potable y otro edificio destinado a cocina. Las fuerzas de guarnición también ejercían funciones de vigilancia a la entrada de la ría de Ribadeo. Estaba cercado con alambre de espino y fortificaciones ligeras de campaña para facilitar su defensa.
El 5 de septiembre de 1939 se firmó la orden que establecía la clausura este espacio. Sin embargo, la documentación demuestra que continuó activo como campo de concentración para presos gubernativos, bajo el mando de la Dirección General de Prisiones.
En junio de 1943 se desarmaron los barracones de madera.

## Memoria histórica
En el lugar se erigió en el lugar un monolito con una placa en la que se puede leer:

En memoria dos homes e das mulleres que, perseguidos polas súas ideas, estiveron confinados aquí
En memoria de los hombres y mujeres que perseguidos por sus ideas aquí estuvieron confinados.

En 2022, el Gobierno del Principado de Asturias instaló una escultura en homenaje a las personas prisioneras que estuvieron internadas en el campo de concentración de Arnao.